# كلايتون غيذرز
كلايتون غيذرز (بالإنجليزية: Clayton Geathers)‏ هو لاعب كرة قدم أمريكية أمريكي، ولد في 1 يونيو 1992 في جورجتاون في الولايات المتحدة.

## وصلات خارجية
- كلايتون غيذرز على موقع مرجع كرة القدم المحترفة.كوم (الإنجليزية)